# Paramore
Paramore er en rock/pop-punk/alternativ gruppe fra USA. Gruppen blev dannet i Franklin, Tennessee i 2004 og består af Hayley Williams, Taylor York (guitar) og Zac Farro (trommer). De udgav deres debutalbum All We Know Is Falling i 2005

## "All We Know Is Falling"
Paramores første album udkom 24 juli 2005. Dengang bestod bandet af Hayley Williams, Josh Farro, Zac Farro og John Hembree, der var stand-in for Jeremy Davis der inden indspilningerne forlod bandet af personlige årsager. Hayley har udtalt at coveret til albummet, med den tomme sofa, og en skygge der er ved at forsvinde, handler om Jeremy der forlod bandet. Han kom dog tilbage igen efter 5 måneder, fordi de spurgte efter ham og Paramore kunne fortsætte som før. De turnerede med "All We Know Is Falling" til tidligt i 2007 inden deres album "Riot!" udkom.

## Riot!
Deres andet album, Riot!, blev udsendt 12. juni 2007 og opnåede guld for salget i USA og Storbritannien.
Deres første single fra albummet var "Misery Business", som nåede højt på toplisterne. "Misery Business" er også med i musikspillet Guitar Hero World Tour.
Den anden single fra Riot! hedder "Crushcrushcrush" og er også at finde i musikspillet Rock Band.
Indtil januar 2007 havde de John Hembree med på deres albums som rytme guitarist, men han forlod bandet da han skulle giftes. Det resulterede i, at Josh Farro måtte spille begge guitar-dele på albummet. Taylor York slog sig derefter sammen med dem til koncerter, og blev det uofficielle medlem af bandet. Han havde tidligere – inden Josh og Zac mødte Hayley – spillet i band med de to brødre. De turnerede med "Riot!" til tidligt i 2009

## Brand New Eyes
Den 29. september 2009 udgav gruppen sit tredje album, Brand New Eyes, der nåede førstepladsen på Billboard 200. Fra albummet kom singlen "Ignorance", som nåede højt på hitlisterne, i hvert fald i Danmark, hvor den var P3's 'Ugens uundgåelige' og fik førstepladsen i Boogie. Senere hen blev der også lavet videoer til "Brick By Boring Brick" som også toppede hitlisterne, "The Only Exception" og "Careful" som er den første sang på albummet. Den 16 november udkom deres musikvideo til sangen "Playing God".
Den nyeste musikvideo de har lavet er til "Monster," som er skrevet til den nyeste Transformers film.

## Twilight
Gruppen har også været med til at skrive to sange til soundtracket til filmen Twilight. De to sange hedder "Decode" og "I Caught Myself".
"I Caught Myself" bliver spillet i scenen, hvor Bella og hendes veninder prøver tøj i kjolebutikken, mens "Decode" spilles i de afsluttende credits, og var den første single der blev udgivet fra soundtracket. De har ikke lavet flere sange til de andre film i "Twilight Sagaen" da Josh ikke ville være kendt som 'Twilight-bandet'

## Historie
I 2002, i en alder af 13 år, flyttede sangeren Hayley Williams fra sin hjemby Meridian, Mississippi, til Franklin, Tenessee. Her mødte hun brødrene Josh og Zac Farro, da hun blev optaget på en privatskole. Hayley startede i bandet the Factory sammen med Jeremy Davis og en ven Kimee Read, mens Farro-brødrene spillede i band med bl.a. Taylor York. Da de to bands splittede op i 2003-2004 fandt Hayley, Josh, Zac og Jeremy sammen, og dannede "Paramore". Hayley og Josh datede i en længere periode, men valgte at slå op, fordi de ikke ville have at bandet handlede om dem. Senere hen blev Josh gift med sin kæreste Jenny.
Hayley, Jeremy og Taylor oplyste i et blogindlæg på bandets hjemmeside den 18. december 2010, at Josh og Zac ville forlade bandet. De resterende tre vil dog fortsætte som bandet Paramore.
Den 15. december 2015 oplyste bandet på Facebook, at Jeremy har forladt bandet.

## Medlemmerne
| - Nuværende - Hayley Williams – født i Meridian, Mississippi 27. december 1988 - Taylor York – født i Nashville, Tennessee 17. december 1989 - Zac Farro – født i Voorhees, New Jersey 8. februar 1990 | - Tidligere - Josh Farro – født i Voorhees, New Jersey 19. september 1987 - Jeremy Davis – født i North Little Rock, Arkansas 4. juni 1985 |

## Diskografi
- All We Know Is Falling (2005)
- Riot! (2007)
- Brand New Eyes (2009)
- Paramore (2013)
- After Laughter (2017)